# I'm Not Like Everybody Else
Singles de The Kinks
Dedicated Follower of Fashion
(1966) Dead End Street
(1966)
Singles par
I'm Not Like Everybody Else est une chanson de Ray Davies enregistrée par le groupe The Kinks en 1966. Une version live de 1996 figure dans l'épisode Cold Cut de la 5e saison de la série Les Soprano. 